# Estación de Gilet
Gilet es un apeadero ferroviario situado en el municipio español de Gilet en la provincia de Valencia, Comunidad Valenciana. Pertenece a la red de Adif. Forma parte de la línea C-5 de Cercanías Valencia.

## Situación ferroviaria
Está situada en el punto kilométrico 265,1 de la línea que une Zaragoza con Sagunto por Teruel, a 93,30 metros de altitud. El kilometraje se corresponde con el histórico trazado entre Calatayud y Valencia, tomando la primera como punto de partida. 
El tramo es de vía única y está sin electrificar.

## Historia
La estación fue puesta en funcionamiento el 15 de mayo de 1898 con la apertura del tramo Segorbe-Sagunto de la línea que pretendía unir Calatayud con Valencia. Las obras corrieron a cargo de la Compañía del Ferrocarril Central de Aragón.
En 1941, con la nacionalización de la totalidad de la red ferroviaria la estación pasó a ser gestionada por RENFE. En 1958 la estación ya estaba integrada en el servicio de Cercanías de Valencia, formando parte de la línea Mora de Rubielos-Valencia. 
Desde el 31 de diciembre de 2004 Adif es la titular de las instalaciones.

## La estación
Se sitúa al noreste del casco urbano, en un desvío de la travesía de la N-234 a su paso por la localidad. 
No cuenta con edificio de viajeros, sino con un simple refugio para aguardar la llegada del tren. Dispone de un único y amplio andén con iluminación que accede a la única vía.

## Servicios ferroviarios

### Cercanías
Forma parte de la línea C-5 de Cercanías Valencia. La frecuencia media es de tres trenes diarios. De los tres trenes sentido Sagunto, uno continúa hasta Valencia-Norte.
| procedencia/destino | < estación | Línea | estación >        | destino/procedencia |
| ------------------- | ---------- | ----- | ----------------- | ------------------- |
| Valencia-Norte      | Sagunto    |       | Estivella-Albalat | Caudiel             |